# Stern-Apotheke (Kempten)

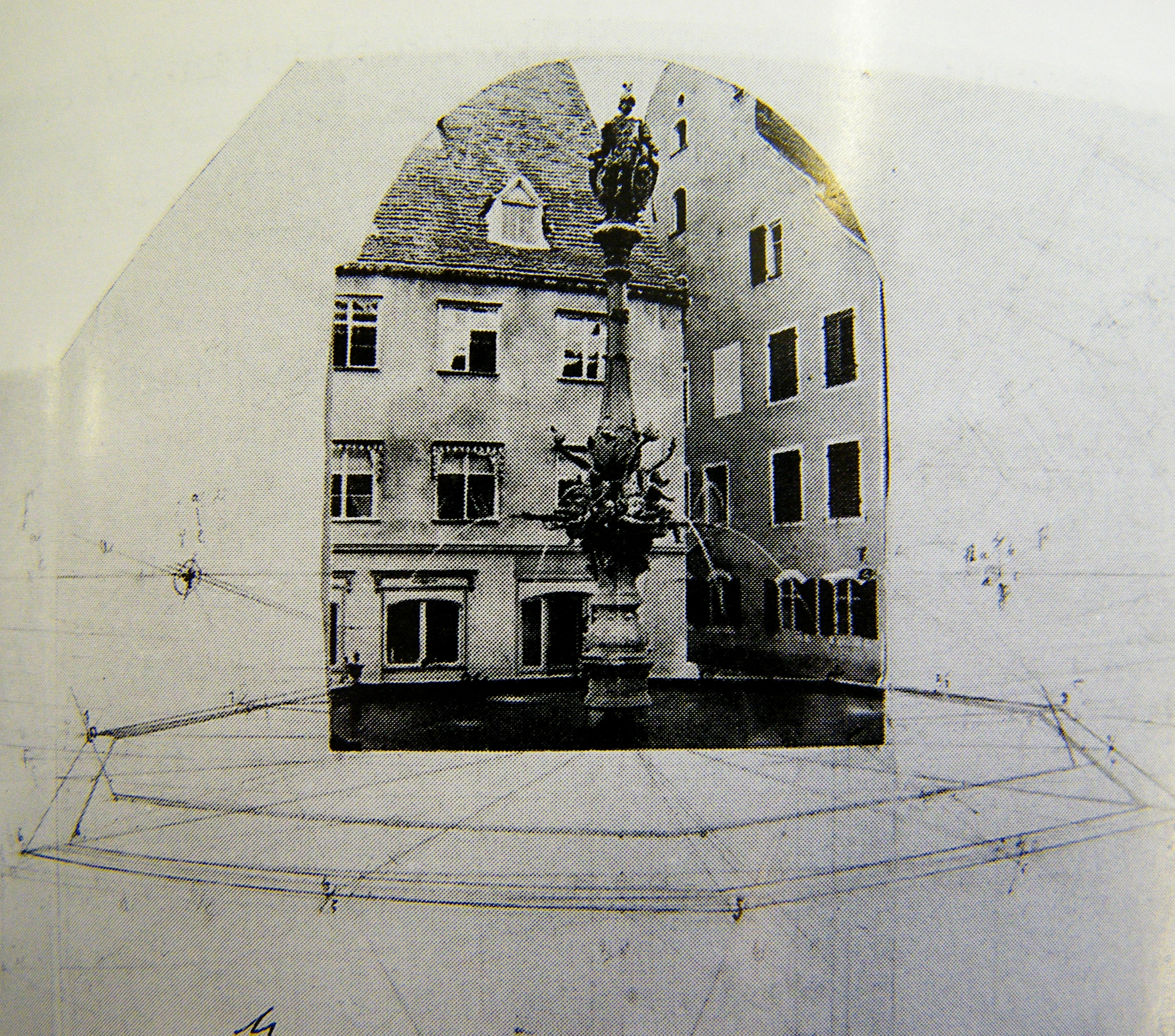
Rathausbrunnen, im Hintergrund links die Stern-Apotheke, rechts das Ponikauhaus, Zustand 1884

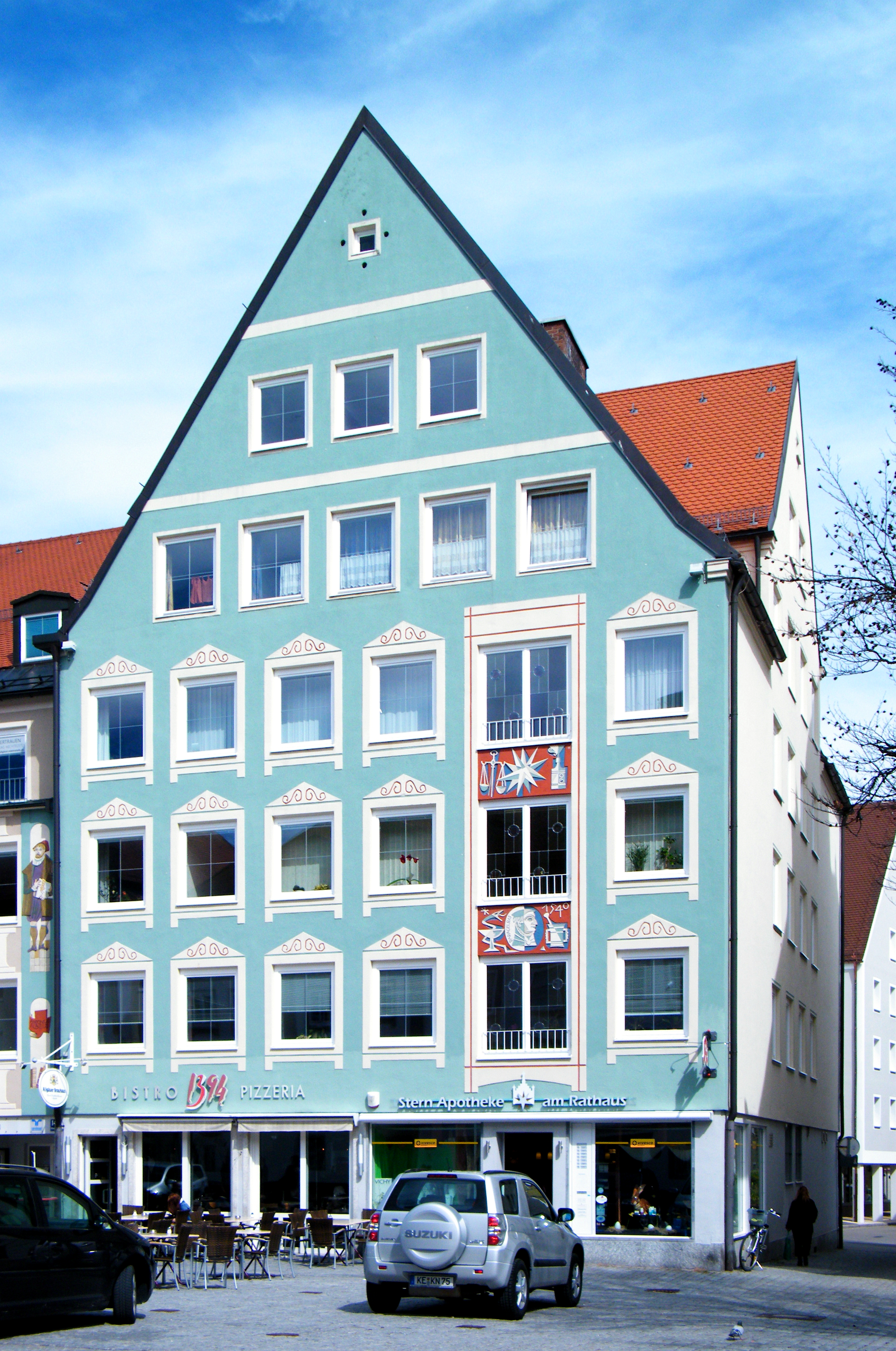
Das heutige Haus mit der Anschrift Rathausplatz 14 aus den 1960er Jahren

Das Gebäude mit dem Namen Stern-Apotheke war ein denkmalgeschütztes Bauwerk aus dem 16. Jahrhundert in Kempten im Allgäu. Die alte Stern-Apotheke wurde trotz ihres Schutzstatus 1961 im Zuge der sogenannten Altstadtsanierung, eines bundesweiten städtebaulichen Pilotprojekts, und wegen angeblicher Baufälligkeit abgerissen und durch einen modernen historisierenden Betonneubau ersetzt. Das Gebäude befindet sich neben dem Ponikauhaus, einem Prunkbau der ehemaligen Reichsstadt.

## Beschreibung und Geschichte
Das dreigeschossige Haus besaß auf der zum Rathausplatz hin gelegenen Traufseite eine durch fünf Fensterachsen gegliederte Neorenaissancefassade. Das steile, viergeschossige Satteldach wurde architektonisch durch vier Gaubenreihen gegliedert. Gegen die Heinrichgasse, einen schmalen Verbindungsweg vom Stadttheater zum Rathausplatz, befanden sich zum Teil vermauerte rundbogige und spitzbogige Lichtschlitze. Der von Michael Petzet als bemerkenswert beschriebene spätgotische Giebel hatte zwei große Spitzbogenblenden unter dementsprechenden Dreieckfeldern in den Zwickeln. Das Seitenportal des frühen 17. Jahrhunderts bestand aus Pilastern unter einem Dreiecksgiebel. Im Erdgeschoss gab es Zimmer mit Bandelwerkstuck aus der Zeit von 1730.
Vor dem Abriss hat die Sozialbau Kempten GmbH das Haus im Jahr 1960 erworben. Die Nordseite des Rathausplatzes wurde daraufhin zwischen 1961 und 1965 neu bebaut (Entwurf Sozialbau Kempten, Dipl.-Ing. Gerd Selzer). Die bei der Stern-Apotheke im Jahr 1962 vollendete Baumaßnahme erfolgte damals in Übereinstimmung mit dem Bayerischen Landesamt für Denkmalpflege. Nach Vorstellung der Stadtplaner sollten sich die neuen, historisierenden Sgraffito-Fassaden von Franz Weiß anstelle der alten, zum Teil stark veränderten Bürgerhäuser harmonischer in das Stadtbild einfügen, was jedoch 1990 als missglückt beschrieben wurde. Als Problem wurde auch die Fassade der Gründerzeit gesehen. Neben der Stern-Apotheke steht noch ein weiteres Wohn- und Geschäftsgebäude, welches im Zuge dieser Baumaßnahme errichtet wurde. In dem modernen Betonbau befinden sich heute Büroräume. Die neue Stern-Apotheke bestand bis in das Jahr 2014.